# 大衛·鮑森
大衛·鮑森（英語：John David Pawson，1930年2月25日—2020年5月21日），當代著名的英國牧師，擅長於聖經釋經與基督教護教，他企盼基督信仰的靈恩派和福音派的合一。他出版30多本講解聖經書籍，並將一系列演講以影音製品廣泛傳播，造就了全球的影響力。

## 生平
大衛·鮑森生於1930年，他的先祖約翰·鮑森（John Pawson）的信仰屬於英國衛理宗，是衛理宗始創人約翰·衛斯理的朋友及追隨者。祖父是牧師，父親西塞爾·鮑森（Henry Cecil Pawson）曾任職達拉謨大學的農學系系主任，以及當地衛理公會的副會長，家族世代以務農與傳道為本。
大衛·鮑森的童年在英格蘭北部度過，幼年想成為一位農夫。但當他在達拉謨大學取得農學學士學位後，受到上帝呼召成為全職的傳道人，在攻讀劍橋大學衛斯理學院神學碩士學位，成為衛理宗傳道人，服事於謝得蘭島（Shetland Islands）到泰晤士河谷（Thames Valley）區域。
1957年，大衛·鮑森在阿拉伯半島擔任英國皇家空軍的隨軍牧師，在中東的葉門亞丁（Aden）服役。
離開皇家空軍以後，大衛·鮑森成為一位衛理宗牧師。他反對給嬰兒施洗，在洗禮的問題上與所屬宗派看法不同而自願離開，成為白金漢郡（Buckinghamshire）的金山浸信會（Gold Hill Baptist Church （页面存档备份，存于））牧師，並參與米爾米德中心（Millmead Centre）的設計。
大衛·鮑森表示，在他的教會會友用Grundig開盤式open-reel錄音機錄製釋經講道錄音帶，好讓教會中年長有病纏身或不良於行，或是無法來教堂參加聚會的會友聆聽，之後卻成為各方所取樣般傳開以致風行世界一百二十餘國。
1968年，大衛·鮑森受邀至位於英國倫敦西南方薩里郡（Surrey）吉爾福德（Guildford）在1824年建立的吉爾福德浸信會（Guildford Baptist Church）擔任牧師，他的講道帶來該教會的奮興，逐漸成長為英國最大的浸信會。
1972年，大衛·鮑森協助設計的米爾米德中心完工啟用，特色是參差排列五百座位的禮堂。他身為一位釋經牧師，基督信仰的福音派與靈恩派均認為他是一位有效且平衡的聖經解釋者。
1979年，大衛·鮑森離開米爾米德中心，開始了全球巡迴釋經講道。
1981年，大衛·鮑森離開吉爾福德浸信會，專心於全球巡迴釋經講道。
2003年，大衛·鮑森對聖經新舊約書卷的廣泛而且容易瞭解的蹤覽口述錄帶，已經轉錄成書出版《解鎖聖經》（原書名：Unlocking the Bible - A unique overview of the whole Bible，中文繙譯成《舊約蹤覽》和《新約蹤覽》兩本書），還有CD及DVD光碟，並且可以在YouTube上看到。
2010年九月上旬，大衛·鮑森首次應好消息衛星電視台邀請，蒞臨台灣台北靈糧山莊舉辦為期四天的「大衛鮑森台北研經培靈會」。曾因報名踴躍，主辦單位得另再開闢閉路電視直播區，在台灣基督信仰圈中得到極好評價。

## 觀點

### 讀經觀
大衛·鮑森認為應當將聖經每卷書從頭到尾整體連續閱讀，因為書卷在寫成收集成冊之時，並没有章節分隔直到第十三世紀時，而參閱數字標注的經節容易產生斷章取義的現象。要充分了解經文的意涵，必須要了解經文是何時寫作，為何而作，為誰而作。為此，大衛·鮑森從1960至1970十年時間對聖經的背景進行研究，對於近半的舊約經文以及全部的新約經文逐行研讀，以發掘聖經每卷書的寫作背景、寫作目的、意義、啟示。

### 救恩觀
大衛·鮑森認為，世人要得救，不能僅通過悔罪禱告，並不全然贊同「一次得救，永遠得救」的觀點。他強調信心必須持守，嚴謹按照聖經教導行事。在「因信得救」教義的基礎上，綜合了悔罪的自由、福音的信仰、受洗的儀式、聖靈的降臨這些觀點。大衛·鮑森認為基督徒要獲得重生，進入神的國度，必須經歷四個步驟：認罪悔改、信靠耶穌、領受洗禮、接受聖靈。
大衛·鮑森進一步指出，接受聖靈獨立於認罪悔改、信靠耶穌、領受洗禮之外，接受聖靈的前提在於領受聖靈的洗禮。這不同於改革宗認為的只要信靠主，就能自動接受聖靈，以及靈恩派認為的接受聖靈與領受洗禮是兩種目的不同的經歷。

### 靈恩觀
在《第四波》（Fourth Wave: Charismatics and Evangelicals - Are We Ready to Come Together?）一書中，大衛·鮑森對於福音派與靈恩派的觀點有批判，也有調和。他鼓勵靈恩派與福音派的合一，呼籲兩派停止紛爭，主張雙方爭議的靈命恩賜是賜給教會，但恩賜的運用必須建立在聖經原義的根基之上，因此雙方應該互相學習，這樣才能同得益處。

### 末世觀
在《當耶穌再來》一書中，大衛·鮑森對於新約聖經的《啟示錄》進行解讀。對於末世論，鮑森牧師主張「前千禧年論」，反對「後千禧年論」。他認為耶穌會在千禧年之前再來，在耶路撒冷作王一千年；在大患難之後被提的那些聖徒，在耶穌再來之時，要與他一同回到世上作王掌權。他同時認為，聖經中預言猶太人將回到聖地耶路撒冷，而應驗的時間將在末世之前，因此，大衛·鮑森支持猶太人建國錫安主義。

### 地獄觀
在《通往地獄的不歸路》一書中，大衛·鮑森談及了上帝在末世審判罪人的問題，他批判了「靈魂毀滅說」關於在地獄受刑並非永恆的論斷，他認為依照聖經，人若不悔改得救，將遭受地獄裡無止盡的痛苦。

### 他教觀
在《伊斯蘭的挑戰》一書中，大衛·鮑森敘述了伊斯蘭教在當今西方社會的快速成長。他闡述了伊斯蘭教的本質，認為伊斯蘭教拒絕耶穌基督為神，意味著兩種宗教無法相容。大衛·鮑森以一位基督信仰的立場，從教會自身的潔凈化角度回應了這一挑戰。本書中也詳細闡釋了大衛·鮑森預感英國將伊斯蘭化，而伊斯蘭的興起將會考驗西方教會及世俗社會是否已經道德淪喪。

## 影響
大衛·鮑森牧師的影響力遍及全球，主要得益於他所主講的《舊約縱覽》與《新約縱覽》系列，以清晰的思路，提綱挈領地勾勒出每卷經文的脈絡，並提供詳細的歷史地理背景，幫助讀者抓住每卷書的精義與梗概，無論對於初信者以及忠實的信仰追求者都是大有幫助。
大衛·鮑森教學信託出版一系列講解聖經書籍，並將一系列演講以影音媒體廣泛傳播，造就了全球的影響力。不見其人祇聞其聲的影響：大衛·鮑森牧師華語配音李英。

## 原文著作
- Christianity Explained, 2006, David Pawson, Terra Nova Publications, ISBN 1-901949-46-X
- Explaining Water Baptism, 2000, David Pawson, Sovereign World Ltd, ISBN 1-85240-083-8
- Explaining the Baptism with the Holy Spirit, 2004, David Pawson, Joyce Huggett, Sovereign World, ISBN 1-85240-383-7
- Explaining the Second Coming, 2000, David Pawson, Renew, ISBN 1-85240-118-4
- Hope for the Millennium, 1999, David Pawson, Hodder & Stoughton, ISBN 0-340-73559-7
- Head in the Clouds, 1999, David Pawson, Hodder & Stoughton Religious, ISBN 0-340-60812-9
- Is John 3:16 the Gospel?, 2007, David Pawson, Terra Nova Publications International Ltd, ISBN 1-901949-55-9
- Infant Baptism Under Cross-examination, 1976, David Pawson, Colin Buchanan, Grove Books Ltd, ISBN 0-901710-89-X
- Is the Blessing Biblical?, 1996, David Pawson, Hodder & Stoughton, ISBN 0-340-66147-X
- Jesus Baptises in One Holy Spirit: When?, How?, Why?, Who?, 1997, David Pawson, Hodder&Stoughton Religious, ISBN 0-340-69398-3
- Jesus Baptises In One Holy Spirit, 2006, David Pawson, Terra Nova Publications, ISBN 1-901949-44-3
- Leadership Is Male, 1990, David Pawson, Thomas Nelson Inc, ISBN 0-8407-9023-6
- Loose Leaves From My Bible, 1994, David Pawson, North Bank Graphics, ISBN 0-9522985-0-3
- Not as Bad as the Truth: Memoirs of an Unorthodox Evangelical, 2006, David Pawson, Hodder Headline, ISBN 0-340-86427-3
- Once Saved, Always Saved?: A Study in Perseverance and Inheritance, David Pawson, Roger Forster, Hodder Headline, 1996, ISBN 0-340-61066-2
- Tell me the truth!, 1977, David Pawson, Harold Shaw, ISBN 0-87788-837-X
- The Road to Hell: Everlasting Torment or Annihilation? 1996, David Pawson, Hodder Headline 1996 and Terra Nova Publications International Ltd 2007, ISBN 0-340-53964-X
- The Seven Wonders of His Story, 2012, David Pawson, Anchor Recordings, ISBN 0956937659 ISBN-13‏:978-0956937650
- The Normal Christian Birth: How to Give New Believers a Proper Start in Life, David Pawson, Hodder & Stoughton 1989 and Hodder Headline 1991, ISBN 0-340-48972-3
- The Challenge of Islam to Christians, 2003, David Pawson, Hodder Headline, ISBN 0-340-86189-4
- Unlocking the Bible Omnibus: A Unique Overview of the Whole Bible, 2003, David Pawson, HarperCollins UK, ISBN 0-00-716666-4
- When Jesus Returns, 1995, David Pawson, Hodder & Stoughton Religious, ISBN 0-340-61211-8
- Word And Spirit Together, 2007, David Pawson, Terra Nova Publications, ISBN 1-901949-53-2
- Where is Jesus now?, 2001, David Pawson, Kingsway Publications, ISBN 0-85476-930-7
- Why Does God Allow Natural Disasters?, 2007, David Pawson, Terra Nova Publications, 2007, ISBN 1-901949-56-7
- Defending Christian Zionism, 2008, David Pawson, Terra Nova Publications, 2008, ISBN 978-1-901949-62-9
- Practising the Principles of Prayer, 2008, David Pawson, Terra Nova Publications, ISBN 978-1-901949-58-2
- Living in Hope, 2008, David Pawson, Terra Nova Publications, ISBN 978-1-901949-60-5
- The God and the Gospel of Righteousness, 2008, David Pawson, Terra Nova Publications, ISBN 978-1-901949-59-9
- Come with me through Revelation, 2008, David Pawson, Terra Nova Publications, ISBN 978-1-901949-61-2
- ISRAEL in the New Testament, 2009, David Pawson, Terra Nova Publications, ISBN 978-1-901949-64-3
- Come with me through Mark, 2009, David Pawson, Terra Nova Publications, ISBN 978-1-901949-66-7

## 中文翻譯
- A Commentary on the Gospel of JOHN 約翰福音注釋 黃從真、趙士瑜譯 好消息頻道 589頁 2016/10/01
- A Commentary on ROMANS 羅馬書注釋 黃從真、趙士瑜譯 好消息頻道 446頁 2017/07/01
- A Commentary on ACTS 使徒行傳注釋 劉如菁譯 好消息頻道 461頁 2017/10/01
- A Commentary on GALATIANS 加拉太書注釋 好消息頻道 350頁 2015/03/01
- A Commentary on JUDE 猶大書注釋 劉如菁譯 好消息頻道 206頁
- Christianity Explained 你一定要認識的基督信仰 吳美真譯 以琳書房 176頁 軟皮精裝 2012/11/16 978-986-625957-9
- Come with me through Isaiah 以賽亞書 許玉青譯 台北靈糧堂 474頁 2011/10/01 978-986-875991-6
- Come with Me Through REVELATION 啔示錄 劉如菁譯 台北靈糧堂 2011/05/06 978-986-839129-1
- Come with me Through MARK 馬可福音 劉如菁譯 台北靈糧堂 287頁
- Is John 3:16 The Gospel? 約翰福音三章16節是福音嗎? 吳美真譯 以琳書房 128頁 2011/07/14 978-986-625929-6
- ISRAEL in the New Testament 新約中的以色列 許惠珺譯 以琳書房 320頁 2011/08/01 978-986-625933-3
- Jesus Baptises in One Holy Spirit 耶穌以聖靈施洗─靈洗的意義與精歷 劉如菁譯 台北靈糧堂 223頁 2013/03/01 978-986-875997-8
- Leadership is Male 男人當家 陳晨光譯 以琳書房 160頁 2012/03/13 978-986-625950-0
- Living in Hope 活出盼望 許惠珺譯 以琳書房 77頁 2013/01/11 978-986-625958-6
- Not as Bad as the Truth 大衛·鮑森自傳 黃從真、郭秀娟譯 336頁 2017/11/22
- Once Saved, Always Saved? 一次得救，永遠得救？ 柯美玲譯 以琳書房 240頁 軟皮精裝 2015/05/26 978-986-625999-9
- The Challenge of Islam to Christians 伊斯蘭的挑戰─當代基督徒如何面對伊斯蘭教的崛起？ 陳凱琳譯 以琳書房 256頁 軟皮精裝 2015/08/01 978-986-918301-7
- The God and the Gospel of Righteousness 公義的神與公義的福音 許惠珺譯 以琳書房 160頁 2012/04/20
- The Normal Christian Birth 如何帶領初信者：屬靈接生學 林以真譯 以琳書房 382頁 2008/11/01 978-986-680561-5
- The Seven Wonders of His Story 探索耶穌七大奇事 李靜宜&郭秀娟譯 以琳書房 224頁 2021/02/01
- Practising the Principles of Prayer 禱告的黃金法則 吳美真譯 以琳書房 208頁 軟皮精裝 2013/11 978-986-625973-9
- The Road to Hell 通往地獄的不歸路 吳美真譯 以琳書房 240頁 2010/07/01 978-986-625908-1
- Unlocking the Bible: New Testament 劉如菁譯 好消息頻道 610頁 2015/05/01
- Unlocking the Bible: Old Testament 劉如菁、許惠珺譯 好消息頻道 821頁 2016/06/01
- When Jesus Returns 當耶穌再來 吳美真譯 以琳書房 320頁 2010/09/01 978-986-625912-8
- Why Does God Allow Natural Disasters？ 神為何容許天災發生？ 岳欣美譯 以琳書房 144頁 軟皮精裝圓背 2011/04/12 978-986-625926-5
- Word and Spirit Together 真道與聖靈 劉如菁譯 台北靈糧堂 216頁 2010/07/01 978-986-839127-7